# Louis-Léopold Van der Swaelmen
Pour les articles homonymes, voir Van der Swaelmen.
Louis-Léopold Van der Swaelmen est un urbaniste belge.

## Biographie
Il a été inspecteur des Parcs et Jardins de l'État de Belgique.
Il est connu pour le boisement des dunes domaniales entre Ostende et Blankenberge en 1887, dont le parcellement modèle deviendra la ville du Coq, ainsi que pour ses travaux à Tervuren pour Léopold II.
Il est le père de l'architecte-paysagiste Louis Van der Swaelmen, qu'il enverra travailler à Liège pour l'exposition universelle de 1905.

## Référence
- Liège et l'Exposition universelle de 1905, page 193, Christine Renardy, 2005, Renaissance Du Livre,  (ISBN 2874154954)